# Emmonak
Emmonak és una població dels Estats Units a l'estat d'Alaska. Segons el cens del 2007 tenia 831 habitants.

## Demografia
Segons el cens del 2000, Emmonak tenia 767 habitants, 189 habitatges, i 150 famílies La densitat de població era de 39,4 habitants/km².
Dels 189 habitatges en un 55,6% hi vivien nens de menys de 18 anys, en un 47,1% hi vivien parelles casades, en un 18% dones solteres, i en un 20,6% no eren unitats familiars. En el 16,9% dels habitatges hi vivien persones soles el 3,2% de les quals corresponia a persones de 65 anys o més que vivien soles. El nombre mitjà de persones vivint en cada habitatge era de 4,06 i el nombre mitjà de persones que vivien en cada família era de 4,58.
Per edats la població es repartia de la següent manera: un 44,1% tenia menys de 18 anys, un 8,3% entre 18 i 24, un 27,2% entre 25 i 44, un 15,4% de 45 a 60 i un 5% 65 anys o més.
L'edat mediana era de 23 anys. Per cada 100 dones hi havia 116,7 homes. Per cada 100 dones de 18 o més anys hi havia 113,4 homes.
La renda mediana per habitatge era de 32.917 $ i la renda mediana per família de 38.750 $. Els homes tenien una renda mediana de 23.750 $ mentre que les dones 18.542 $. La renda per capita de la població era de 9.069 $. Aproximadament el 16,4% de les famílies i el 16,2% de la població estaven per davall del llindar de pobresa.

## Poblacions més properes
El següent diagrama mostra les poblacions més properes.